# جان إل. كوهن
جان إل. كوهن (بالإنجليزية: Jean L. Cohen)‏ هي عالمة سياسة أمريكية، ولدت في 18 نوفمبر 1946.